# جسی رویس لندیس

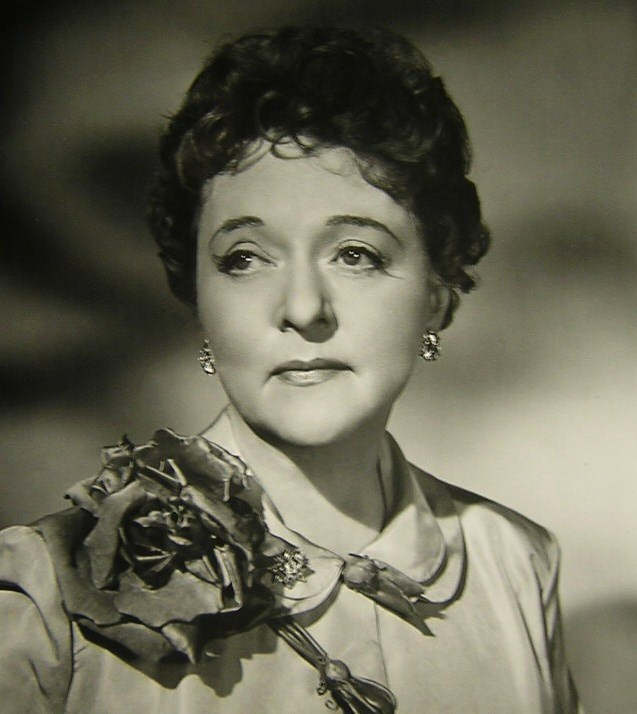

جسی رویس لندیس (انگلیسی: Jessie Royce Landis; زاده ۲۵ نوامبر ۱۸۹۶ – درگذشته ۲ فوریهٔ ۱۹۷۲) یک هنرپیشه اهل ایالات متحده آمریکا بود.

## گزیده فیلمشناسی
از فیلم‌ها یا برنامه‌های تلویزیونی که وی در آن نقش داشته‌است می‌توان به آثار زیر اشاره کرد.
- دل نادان من (۱۹۴۹)
- گرفتن یک دزد (۱۹۵۵)
- قو (فیلم ۱۹۵۶) (۱۹۵۶)
- مرد من گادفری (فیلم ۱۹۵۷) (۱۹۵۷)
- شمال از شمال غربی (۱۹۵۹)
- دوباره خداحافظ (فیلم ۱۹۶۱) (۱۹۶۱)
- فرودگاه (فیلم ۱۹۷۰) (۱۹۷۰)
- آلفرد هیچکاک تقدیم می‌کند (۱۹۶۰)

## ازدواج‌ها
لندیس سه بار ازدواج کرد. در ژوئن ۱۹۱۵، او مخفیانه با پری لستر لندیس (Perry Lester Landis)، «فرزند یکی از خانواده‌های برجسته اوانستون» ازدواج کرد. پسر آنها، مدبری پری لندیس (Medbury Perry Landis)، در سال ۱۹۱۶ با سندرم داون متولد شد. وقتی او به صحنه بازگشت، به دلیل مخالفت پدرش، پسر را به مدرسه ویژه فرستادند. این زوج دیگر هرگز با هم زندگی نکردند، اگرچه تا سال ۱۹۲۵ از هم جدا نشدند. پسر آنها در سال ۱۹۲۸ درگذشت.
لندیس از سال ۱۹۳۷ تا ۱۹۴۴ با رکس اسمیت (Rex Smith) ازدواج کرد. در سال ۱۹۵۶، او با سومین همسر خود، سرلشکر ارتش ایالات متحده جان اف. آر. «جف» سیتز (درگذشته ۱۹۷۸) ازدواج کرد.